# Karlovčić
Karlovčić (en serbe cyrillique : Карловчић) est une localité de Serbie située dans la province autonome de Voïvodine. Elle fait partie de la municipalité de Pećinci dans le district de Syrmie (Srem). Au recensement de 2011, elle comptait 1 034 habitants.
Karlovčić est officiellement classé parmi les villages de Serbie.

## Démographie

### Évolution historique de la population
| 1948  | 1953  | 1961  | 1971  | 1981  | 1991  | 2002  | 2011  |
| ----- | ----- | ----- | ----- | ----- | ----- | ----- | ----- |
| 1 470 | 1 467 | 1 412 | 1 147 | 1 103 | 1 224 | 1 243 | 1 034 |

|  |

## Tourisme

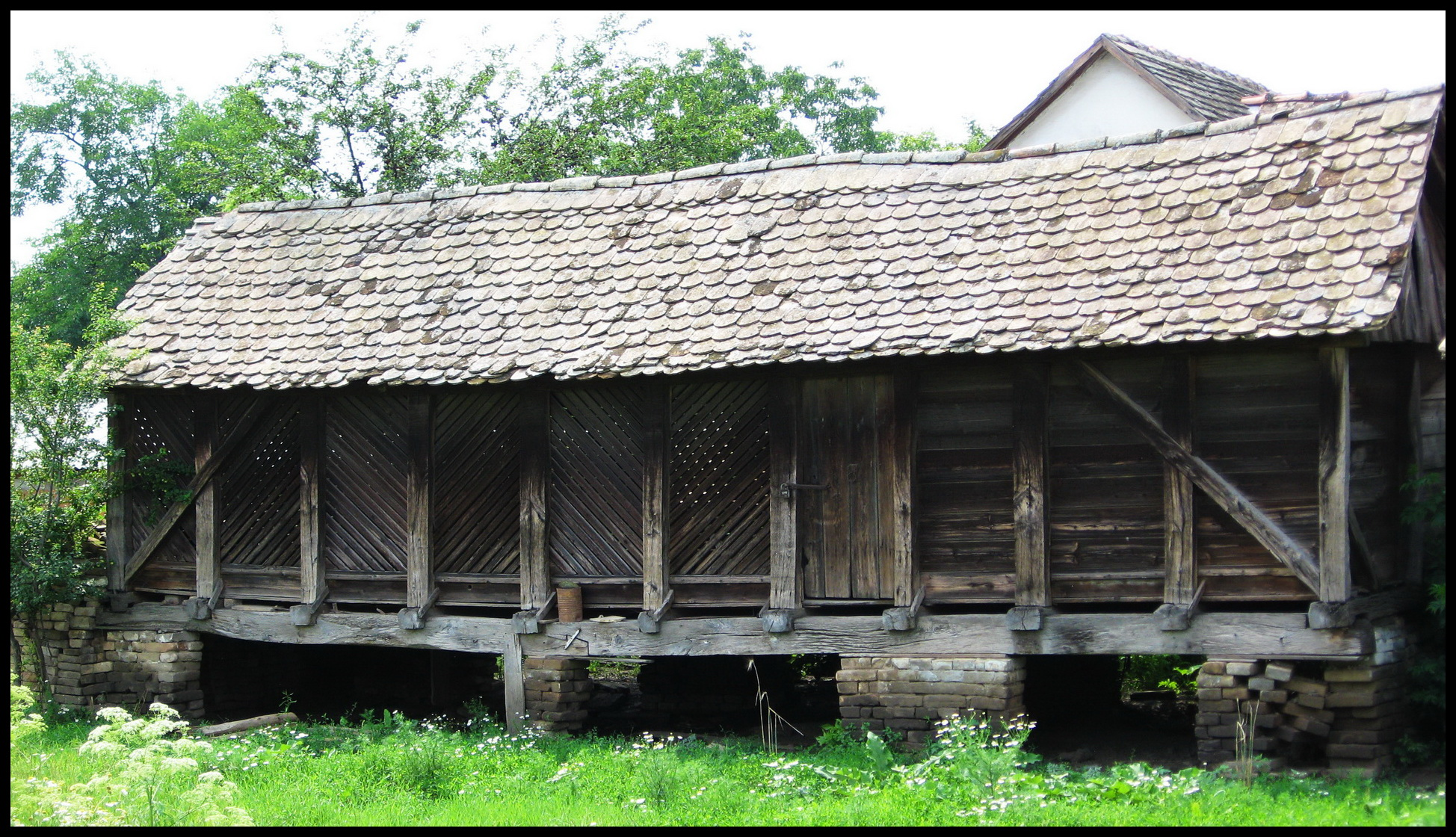
Koš (sorte de grenier à maïs), 1882
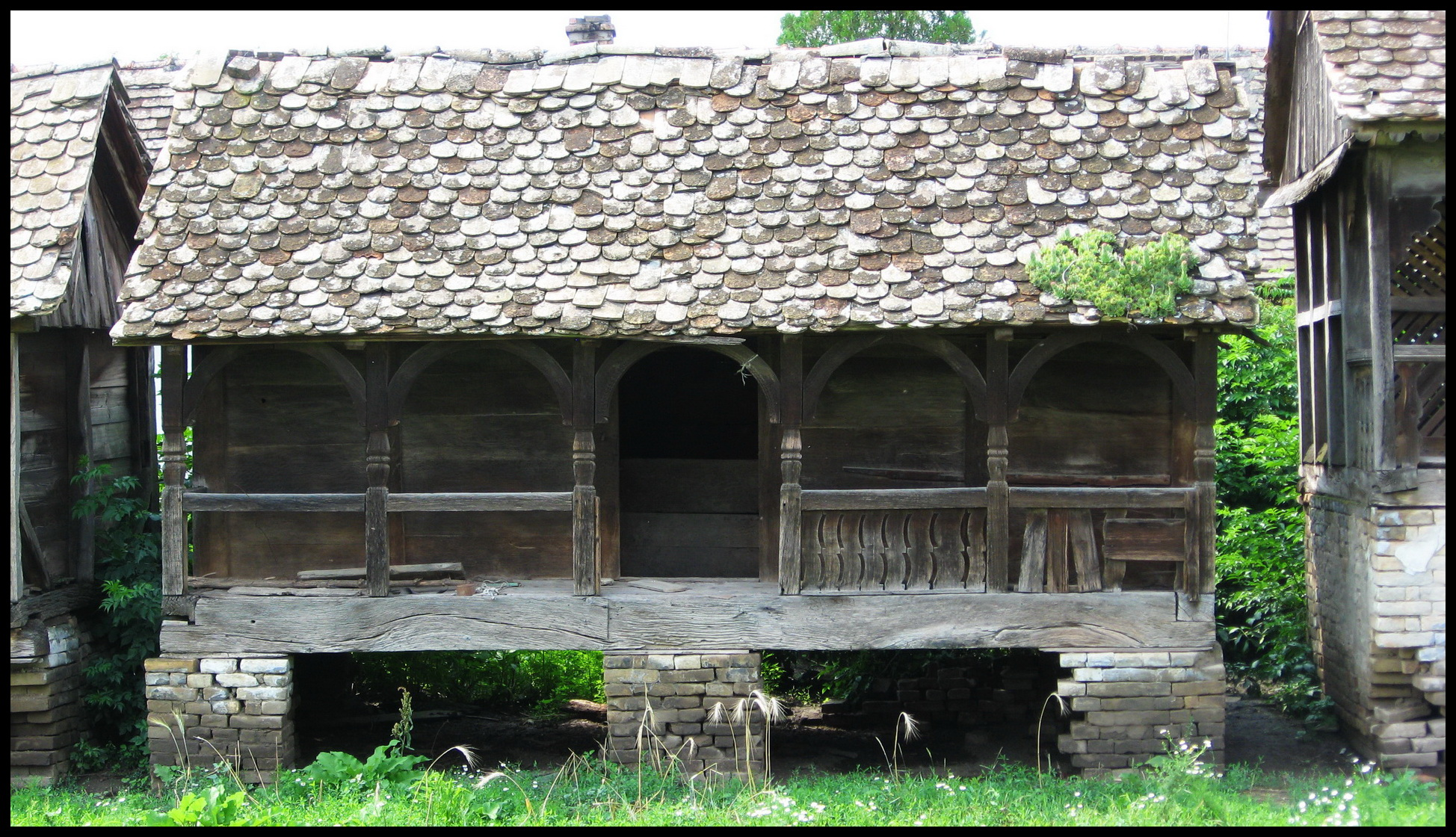
Ambar (grenier), 1885
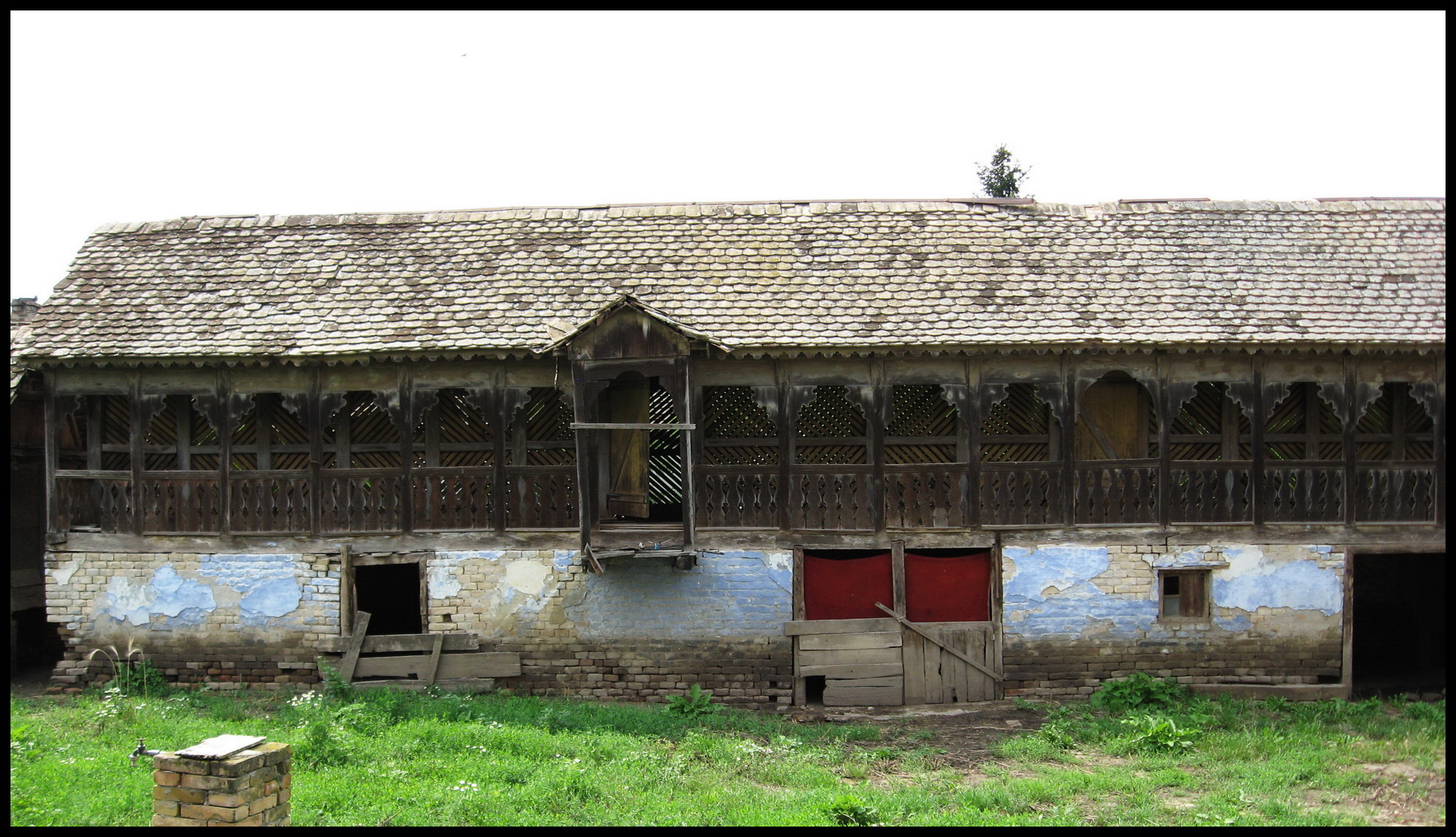
Kotobanja (séchoir à maïs), 1908